# 라이베리아의 경제
라이베리아의 경제는 제1차 라이베리아 내전(1989년~1996년)으로 인해 극도로 낙후되어 있다. 라이베리아는 세계에서 가장 가난하고 개발이 덜 된 나라 중 하나이다.
1979년까지 라이베리아의 경제는 사하라 이남 아프리카에서 더 발전하고 빠르게 성장하고 있었지만, 1980년 쿠데타 이후 쇠퇴했고, 내전으로 라이베리아의 경제와 사회 기반 시설, 특히 수도인 몬로비아와 주변의 기반 시설이 파괴되었다. 내전이 나라를 지배했던 아메리코라이베리안 소수 민족을 전복시키는 것을 포함했기 때문에, 그 전쟁은 또한 두뇌 유출과 자본 손실을 야기했다. 몇몇은 1997년 이후 돌아왔지만, 많은 사람들은 그렇지 않았다.
라이베리아는 물, 광물 자원, 숲, 농업에 유리한 기후를 가지고 있지만 인적 자본, 인프라, 안정성이 부족하다. 라이베리아는 사하라 이남 아프리카 경제에 대한 꽤 전형적인 특징을 가지고 있다. 인구의 대다수는 자급 농업에 의존하고 있고 수출은 고무와 철광석 같은 원자재가 주를 이룬다. 현지의 제조업은 주로 외국인 소유이다.
1997년 8월에 세워진 민주적으로 선출된 이 정부는 막대한 국제 부채를 상속받았으며 현재 외환 수입의 대부분을 해양 등록 수입에 의존하고 있다. 이 황폐한 경제에서 사회 기반 시설의 복구와 소득의 증가는 외국인 투자 장려를 포함한 새 정부의 건전한 거시 및 미시 경제 정책의 실행에 달려 있다.

## 경제사
1926년 라이베리아 정부는 파이어스톤 타이어 회사에 에이커당 6센트의 비용으로 100만 에이커의 땅을 99년간 임대할 수 있는 권리를 주었다. 파이어스톤은 남아메리카의 토착종이 아닌 고무나무인 파라고무나무의 고무나무 농장을 설립하기 시작했다. 1950년대에는 라이베리아의 최대 개인 고용주이자 최대 수출국이 되었다. 오늘날 라이베리아에 있는 파이어스톤의 고무 농장은 파이어스톤(현 브리지스톤)의 자회사인 파이어스톤 천연 고무 회사에 의해 운영되는 세계에서 가장 큰 연속 고무 농장이다.
라이베리아 경제는 내전 이전까지 철광석 채굴에 크게 의존했다. 라이베리아는 세계 시장에서 철광석의 주요 수출국이었다. 1970년대까지 철광업은 라이베리아 수출 수익의 절반 이상을 차지했다. 1980년 쿠데타 이후 세계 시장의 철광석 수요 감소와 라이베리아의 정치적 격변으로 경제성장률이 둔화됐다.
1979년 성장이 정점에 달한 이후 라이베리아 경제는 1980년 쿠데타 이후 경제 실정으로 인해 지속적으로 쇠퇴하기 시작했다. 이러한 감소는 1989년 내전이 발발하면서 가속화되었고, 1989년부터 1995년까지 GDP는 약 90% 감소했으며, 이는 역사상 가장 빠른 감소 중 하나였다. 유엔은 2001년 라이베리아가 시에라리온의 혁명 연합 전선(RUF) 반군을 지원한 것에 대해 제재를 가했다. 이러한 제재는 2005년 총선에 이어 해제되었다.
2003년 전쟁이 끝나자 GDP 성장은 다시 가속화되기 시작하여 2007년에는 9.4%로 정점을 찍었다. 세계 금융 위기는 2009년 GDP 성장률을 4.6%로 둔화시켰지만 고무와 목재 수출을 중심으로 한 농업 부문은 2010년 5.1%, 2011년 7.3%로 성장률이 높아져 경제가 세계에서 가장 빠르게 성장하는 20대 국가 중 하나가 되었다.
2010년 3월, BET의 설립자인 로버트 L. 존슨은 20년 만에 라이베리아에 지어진 최초의 호텔에 자금을 댔다. 이 13에이커(53,000m2)의 호화 리조트는 몬로비아의 페인스빌 구역에 지어졌다.
라이베리아의 대외 부채는 2006년 GDP의 800%인 약 45억 달러로 추산되었다. 2007년부터 2010년까지 쌍무, 다자, 상업적인 부채를 경감한 결과, 라이베리아의 대외 부채는 2011년까지 2억 2,290만 달러로 감소했다.

## 경제 부문
라이베리아의 사업 부문은 레반트인(주로 레바논인)과 인도계 외국인들에 의해 크게 통제되고 있다. 농업에 종사하는 중국인의 수도 제한되어 있다. 가장 큰 목재 양도는 OTC로 인도네시아가 소유하고 있다. 또한 국경을 넘는 무역에 종사하는 서아프리카인들도 상당히 많다. 법적 독점도 가능하다; 예를 들어, 세멘코는 시멘트 생산에 대한 독점권을 가지고 있다.
세계의 거의 모든 다른 나라들과 달리, 라이베리아는 미터법을 주요 측정 시스템으로 채택하지 않았다.

### 임업
목재와 고무는 전쟁이 끝난 이후 라이베리아의 주요 수출품목이다. 라이베리아는 목재와 고무 수출로 각각 연간 1억 달러와 7천만 달러 이상을 벌어들인다.

### 광업 및 자원
충적 다이아몬드와 금 채굴 활동도 일부 경제 활동을 차지한다. 최근 (2005년~2012년) 아르셀로미탈 스틸, BHP 빌튼 및 차이나 유니언의 외국인 투자가 철광 채굴 부문의 활성화를 돕고 있다.
라이베리아는 해양 석유 탐사를 시작했다. 검증되지 않은 석유 매장량이 10억 배럴을 넘을 수도 있다. 정부는 2004년부터 해양을 17개 블록으로 나누고 탐사 허가를 경매에 부치기 시작했으며 2007년과 2009년에는 추가 경매를 실시했다. 추가로 13개의 초심해안 블록이 2011년에 구분되어 경매에 부칠 예정이다. 라이선스를 획득한 기업들 중에는 렙솔, 셰브론, 우드사이드 페트롤리엄 등이 있다.

### 편리함의 배송 플래그
라이베리아는 선박 소유주들이 비교적 적은 제한으로 라이베리아 선박을 등록할 수 있다는 것을 의미하는 개방형 해상 등록부를 유지하고 있다. 이는 라이베리아 선박 등록이 보통 편의 깃발의 고용으로 이해된다는 것을 의미한다. 라이베리아는 파나마에 이어 세계에서 두 번째로 큰 해양 등록국이며, 전 세계 선박의 12%를 차지하는 4,300척의 선박이 등록되어 있다. 여기에는 전 세계 유조선 함대의 35%가 포함된다. 라이베리아는 2000년 해양 프로그램을 통해 1800만 달러 이상을 벌어들였다.

### 대외 원조
라이베리아는 특히 미국, 스웨덴, 영국, 프랑스, 이탈리아, 독일, 중화인민공화국, 루마니아 등 해외 원조에 크게 의존해 왔다. 그러나 라이베리아 정부의 인권 무시로 인해 라이베리아에 대한 외국의 지원은 급격히 감소했다.
중화민국과 리비아는 현재 라이베리아 정부에 직접적인 재정 지원을 가장 많이 하는 국가이다. 상당한 양의 원조는 정부에 대한 직접적인 원조를 피해 국제 원조 기구와 비정부 기구를 통해 서방 국가로부터 계속 들어오고 있다.

### 통신
라이베리아의 통신은 언론, 라디오, 텔레비전, 고정 전화, 모바일 전화, 인터넷이다. 라이베리아에는 6개의 주요 신문이 있으며 인구의 45%가 휴대폰 서비스를 이용하고 있다. 또한 라이베리아의 라디오 방송국은 전국에 70개 이상의 라디오 방송국이 있을 정도로 풍부하다. 몬세라도 카운티에는 약 30개의 라디오 방송국이 있다.
경제적·정치적 제약과 씨름하는 와중에도 라이베리아의 미디어 환경은 확대되고 있다. 제한된 시장 잠재력에도 불구하고 등록 신문과 라디오 방송국(많은 지역 방송국)의 수는 증가하고 있다. 그리고 정치적으로 비판적인 내용과 수사적인 내용은 출판되거나 방송된다.

### 에너지
공식적인 전기 서비스는 대 몬로비아 구역에서 거의 독점적으로 작은 배전망을 운영하는 국영 라이베리아 전기 주식회사에 의해 단독으로 제공된다. 전기 에너지 서비스의 대부분은 소규모 민간 발전기에 의해 제공된다. 라이베리아의 전기요금은 kWh당 0.54달러로 세계 최고 수준이다. 2013년 총 설치 용량은 20 MW로 1989년의 최고 191 MW에 비해 급격히 감소했다.

## 국제 경제 네트워크

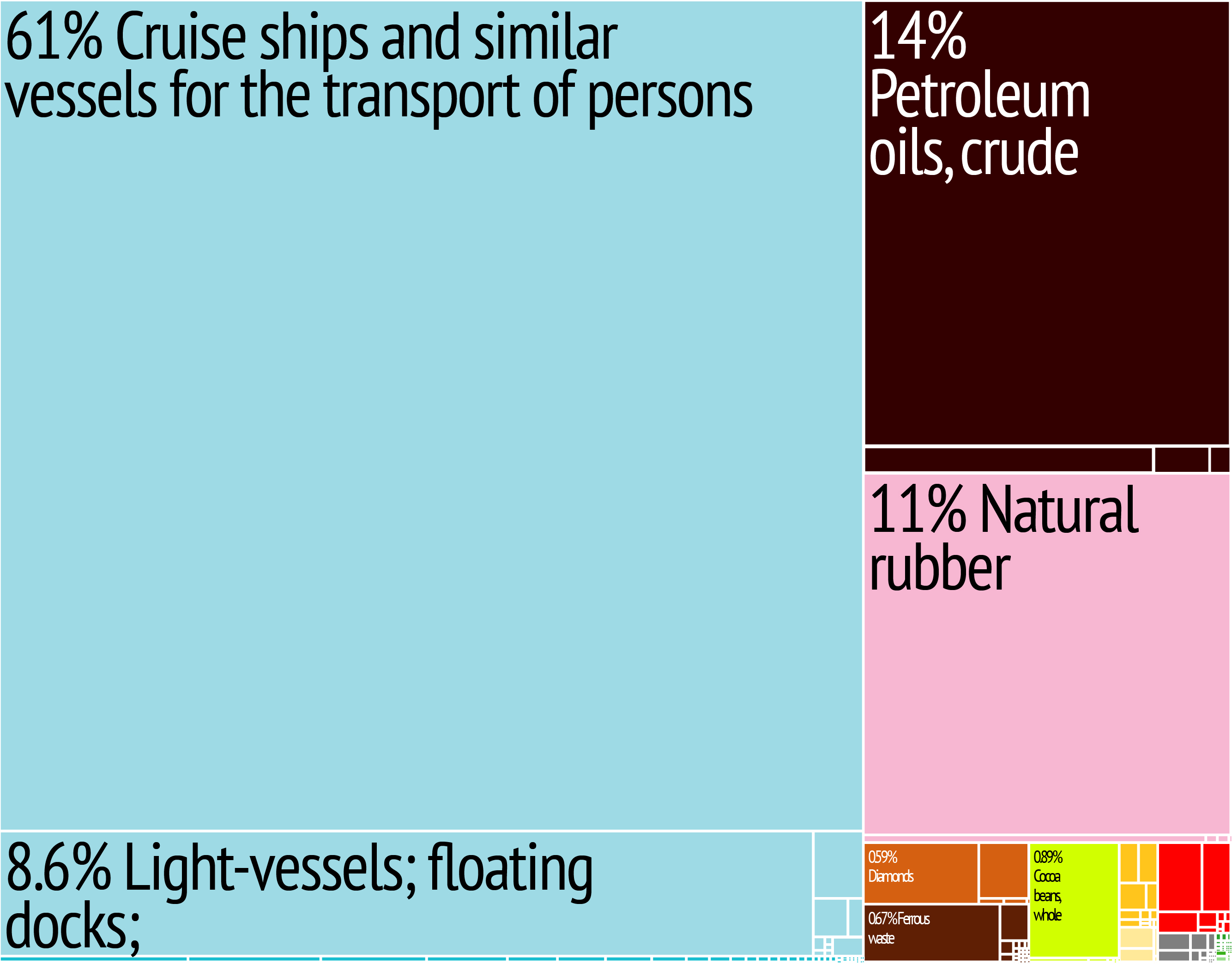
라이베리아 수출품의 비례대표이다. 선박 관련 범주는 라이베리아가 국제 편의치적으로서 차지하는 위상을 반영하며, 라이베리아 국기에 등록된 선박은 3,500척으로 전 세계 선박의 11%를 차지한다.

라이베리아는 서아프리카 경제 공동체(ECOWAS)의 회원이다. 기니, 시에라리온과 함께 마노강 연합(MRU)을 결성하여 지역 경제 통합을 촉진하였다. 이웃한 시에라리온과 기니로 퍼진 라이베리아 내전 때문에 MRU는 거의 사라졌다.

## 같이 보기
- 유엔 아프리카 경제 위원회